# Лісова фауна
Лісова фауна — це сукупність тварин, що мешкають в лісах, зважаючи на необхідність в джерелах їжі, місцях для розмноження або захисту. Лісова фауна становить до половини всіх відомих видів тварин. Її представники можуть мати специфічні адаптації до умов лісу. Ліс надає своїм мешканцям ряд екологічних ніш: лісові ґрунти, підлісок, стовбури дерев, верхній ярус лісу. Багато тварин прив'язані до певних вертикальних ярусів і видам дерев. Склад і чисельність лісової фауни визначається структурою і складом флори, і, в свою чергу, тварини мають прямий вплив на зростання, розвиток і формування деревостану. Лісова фауна різних зоогеографічних зон істотно відрізняється, при цьому в тропічних лісах фауна найбільш багата і різноманітна.

## Роль фауни у житті лісу

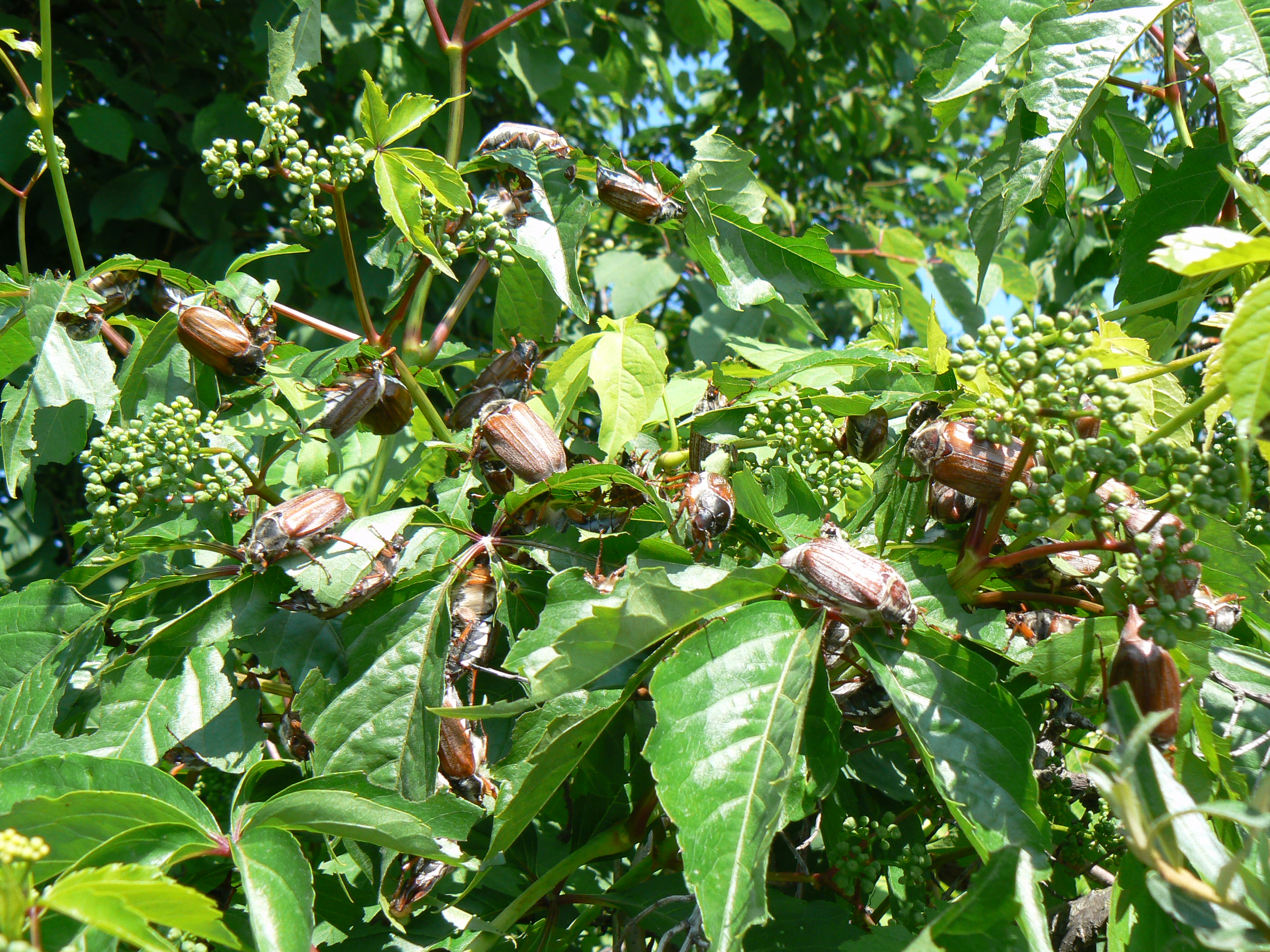
Хрущ травневий (Melolontha melolontha) під час масового розмноження завдає значної шкоди лісам

Тварини мають різноманітне значення для функціонування лісових екосистем. Багато тварин вживають в їжу насіння і плоди лісових рослин, в тому числі ягоди, чим сприяють їх поширенню і відновленню (див. зоохорія). Серед птахів — це горіхівка, сойка, дрозди, дятли та інші, серед ссавців — гризуни, бурий ведмідь та інші. Багато комах запилюють квітки рослин. Комахоїдні птахи та ссавці, разом з безхребетними хижаками і паразитами, обмежують кількість рослиноїдних комах. Багато тварин мають важливе значення в процесах утворення ґрунтів: риючі землю безхребетні і ссавці розпушують ґрунт, копитні його витоптують. Вибіркове поїдання різних дерев і чагарників змінює кількісне співвідношення їх видів. Листогризні комахи впливають на освітленість. Деякі лісові комахи розмножуються до величезних кількостей і винищують цілі ліси, як, наприклад, непарний шовкопряд і сибірський коконопряд, окремі види п'ядунів і хрущів. Тим не менш, в цілому не існує безумовно шкідливих або корисних тварин, все в лісі відіграє свою роль у загальному біологічному кругообігу.

## Розподіл тварин у лісах

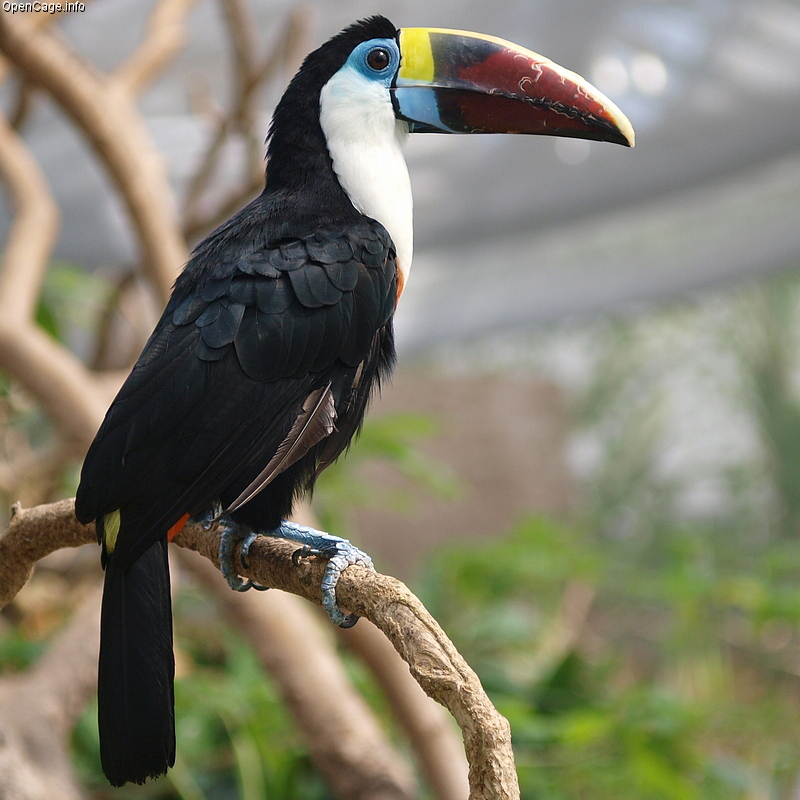
Тукан Ramphastos tucanus — мешканець крон тропічних лісів

Склад і чисельність лісових тварин визначається структурою і складом флори, вони різні в різних типах лісу, на різних ярусах. За кількістю видів вологі тропічні ліси значно перевершують ліси помірних і холодних широт, проте кількість представників кожного окремого виду в них невелика. Особливо велика в тропічних лісах кількість птахів і комах. У вологих тропічних лісах через нестачу світла підлісок і трав'яний покрив — бідний, тому наземних видів у них мало.
У міру переходу від екваторіальних лісів до бореальних видове різноманіття зменшується. Наприклад, в тропічних лісах Південної Азії багато десятків видів білок і летяг, а в сибірських лісах тільки по 1 виду білки і летяги. Разом з тим, у лісах помірного поясу більше світла, тому є підлісок і трава, що сприяє збільшенню чисельності наземних тварин. Кабарга, росомаха, соболь, заєць-біляк є прикладами тайгових тварин.
Лісовий простір наповнений мешканцями від землі до крон, населені всі його яруси. Як приклад, кроти і дощові черв'яки є представниками тварин лісових ґрунтів, веретільниця ламка і бурозубка — лісової підстилки, заєць-біляк і лось — трав'яного ярусу і підліску. Кажани і багато короїдів, у тому числі короїд-друкар — мешканці ярусу стовбурів дерев, мухоловки і синиці живуть в кронах.
Особливо багата фауна крон вологих тропічних лісів. Серед ссавців — це трипалі лінивці, мавпи, шипохвостові, вивірки, їжатці та інші. Птахи представлені: папугами, туканами, гоацином та іншими; плазуни — хамелеонами, деревні зміями, деякі геконами, ігуанами, агамами; земноводні — деякими жабами.
Чисельність тварин у лісах непостійна. На розмноження і виживання великий вплив мають врожаї висококалорійних насіннєвих кормів. Сезонні кочівлі та міграції визначають коливання чисельності тварин в лісах протягом року.

## Адаптація тварин до життя у лісі

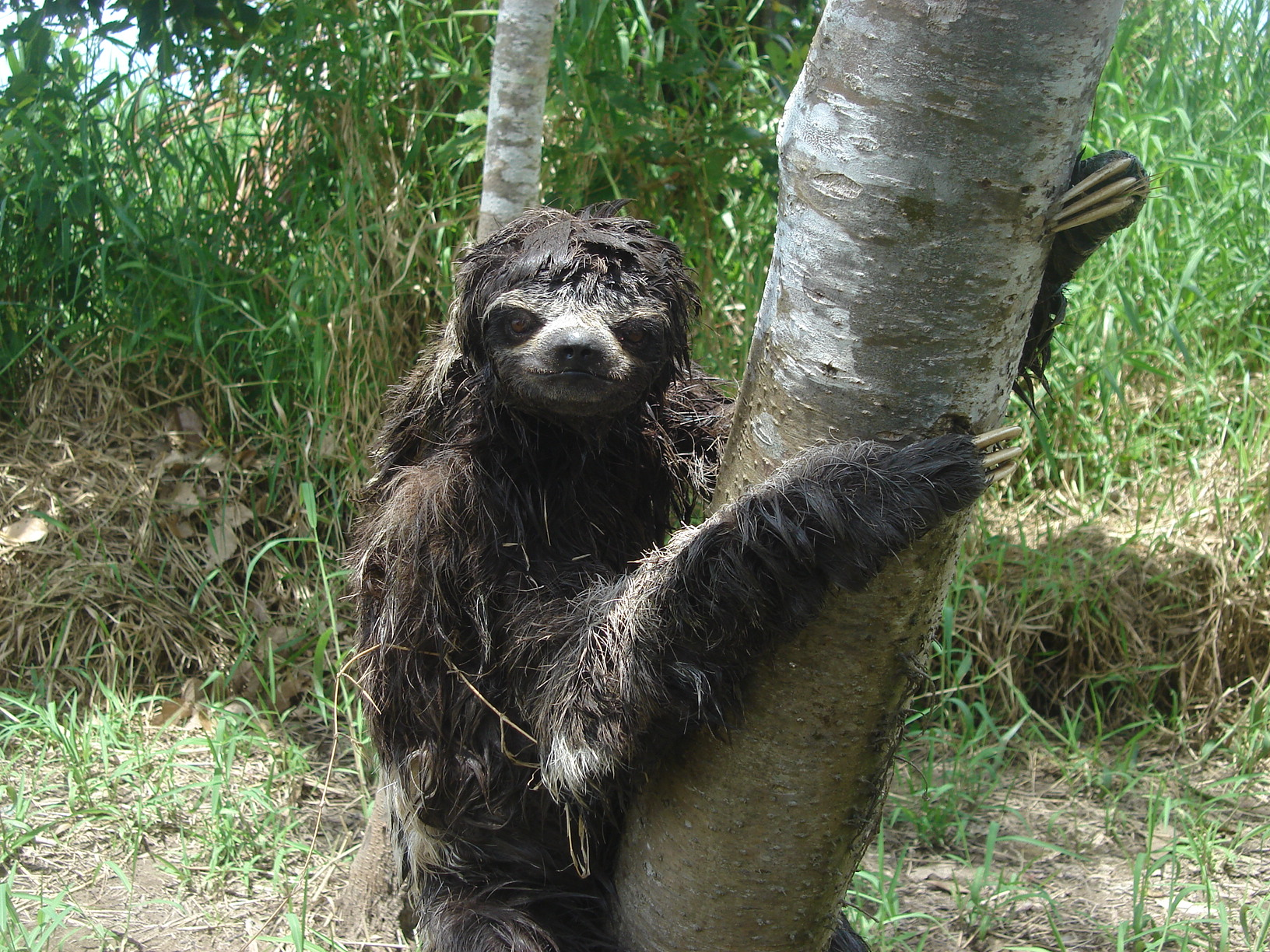
Лінивець має довгі кінцівки та кігті для життя у кронах

У лісових тварин, існують різноманітні адаптації до умов лісу. Наприклад, летяги можуть здійснювати плануючий політ завдяки широким шкіряним складкам вздовж тіла, а білкам і куницям для цього служить довгий пухнастий хвіст. Вібриси ссавців розташовані не тільки на морді, а й на лапах, череві, грудях. Білки і соні можуть краще охоплювати гілки завдяки подушечкам на ступнях і потовщення кінчиків пальців. Довгий міцний дзьоб деяких птахів, наприклад, дятлів, що відшукують комах під корою дерев, також виробився під впливом життя в лісах. Дятли, а так само повзик — представники птахів, що використовують жорсткий опорний хвіст і спеціальне розташування пальців. Квакші мають клейкі присоски на пальцях. Деякі комахи, наприклад, мурахи-шашелі, використовують гризучий ротовий апарат, здатний руйнувати деревину.
Поширена мімікрія, що робить мешканців лісу непомітними на тлі зеленого листя, гілок, стовбурів, лісової підстилки. Довгі й криві кігті трипалих лінивців слугують для руху по деревах, так само, як і довгі кінцівки і хапальний хвіст мавп. У деяких видів з органів чуття (слух, зір, нюх, дотик) виявився найбільш розвиненим. Це сови, кажани, землерийки та інші.